# 라디오 다이어리 그 남자 그 여자
라디오 다이어리 그 남자 그 여자는 KBS 해피FM에서 2018년 10월 1일부터 2019년 6월 9일까지 8개월간 매일 밤 12시부터 새벽 1시까지 방송했던 심야 음악 프로그램이다.

## DJ
- 하지형, 이지선